# Callerebia pagmanni
Callerebia pagmanni är en fjärilsart som beskrevs av Bang-haas 1927. Callerebia pagmanni ingår i släktet Callerebia och familjen praktfjärilar. Inga underarter finns listade i Catalogue of Life.